# Orgelmetall

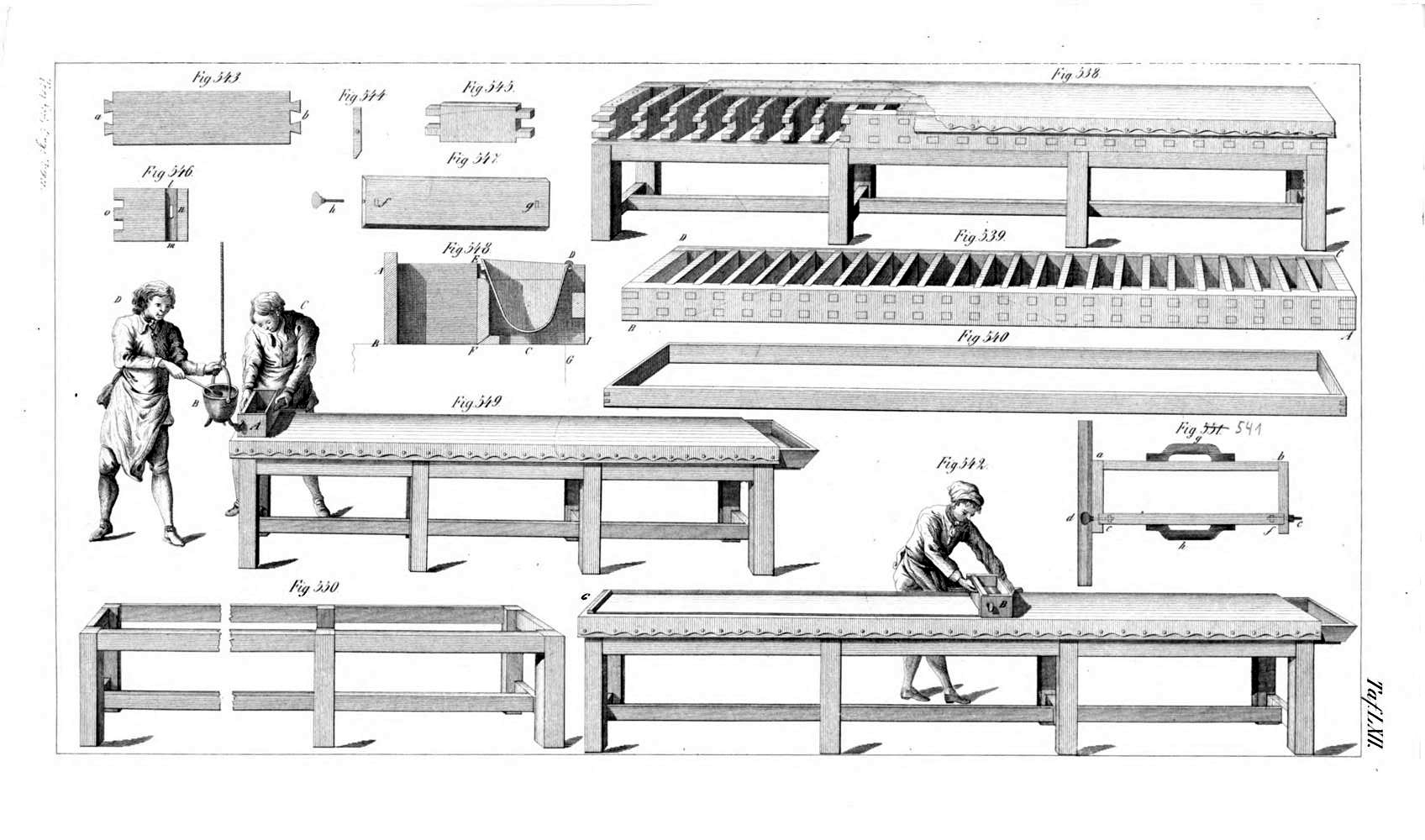
Aufbau und Verwendung einer Gießbank zum Herstellen von Orgelmetall

Orgelmetall bezeichnet eine Legierung von Zinn und Blei zur Herstellung von Orgelpfeifen. 

## Einteilung
Das Massenverhältnis der Legierung wird als „Lötigkeit“ angegeben, die hier aufgeführten Bezeichnungen der Legierungen werden allerdings nicht einheitlich angewendet.
| Lötigkeit | Zinn         | Blei   | Bezeichnung |
| --------- | ------------ | ------ | ----------- |
| 16lötig   | 100 % (rein) | 0 %    | Zinn        |
| 14lötig   | 87,5 %       | 12,5 % |             |
| 12lötig   | 75 %         | 25 %   | „Probezinn“ |
| 10lötig   | 62,5 %       | 37,5 % |             |
| 8lötig    | 50 %         | 50 %   | „Naturguss“ |
| 6lötig    | 37,5 %       | 62,5 % |             |
| 4lötig    | 25 %         | 75 %   | „Blei“      |

Bei sehr hohem Bleianteil oder großen Metallpfeifen wird auch eine geringe Menge Antimon zur Festigkeitssteigerung zugesetzt.
Aufgrund seiner mechanischen Materialeigenschaften lässt sich das Orgelmetall einfach herstellen und mit Handwerkzeugen sehr gut bearbeiten.
Der Klang einer Orgelpfeife wird durch die Zusammensetzung der Legierung beeinflusst. Je mehr Zinn sie enthält, desto heller und schärfer, je mehr Blei desto weicher klingt sie. Reines Zinn findet nur ausnahmsweise Anwendung. Prospektpfeifen werden aufgrund der guten Politurfähigkeit aus Legierungen mit 75 % oder mehr Zinn hergestellt.

## Herstellung
Das Orgelmetall wird heute noch traditionell im Gussverfahren hergestellt: Die Gießbank ist ein massiver Tisch, der sich durch die Hitze nicht verziehen darf, mit einer Bespannung aus Leinen, das die eventuell auftretenden Gießgase entweichen lässt. Damit erreicht man einen blasenfreien Guss. Der Gießkasten ist ein beweglicher rechteckiger Rahmen, der auf Führungen in Längsrichtung auf der Gießbank zu verschieben ist. An der Rückseite des Gießkastens ist ein verstellbares Brett angebracht. Damit lässt sich die Dicke der zu gießenden Platte einstellen. Zum Guss wird der Gießkasten mit geschmolzenem Orgelmetall, das je nach Legierung 200 bis 300 °C aufweist, ausreichend befüllt und anschließend zügig über die Gießbank gezogen. Die nicht vergossene Menge an Orgelmetall gelangt in einen Behälter, der am Ende der Gießbank angebracht ist und wird zeitnah dem Gussofen wieder zugeführt.
Alternativ kann man Orgelmetall anstatt auf der Leinenbespannung auch auf einem exakt geglätteten Sandbett gießen. Der Sand muss vor jedem Gussvorgang neu geglättet werden, was etwas zeitaufwändiger ist.
Die Platte wird nach dem Abkühlen sauber beschnitten und dann gehobelt. Früher wurde mit Handhobeln die Platte auf die gewünschte Stärke gebracht, heute erfolgt der Hobelvorgang mit einer speziellen Hobelmaschine. Dazu wird die gegossene Platte auf die Trommel der Maschine gespannt, die Trommel wird in eine Rotationsbewegung versetzt und ein Stahl, der verschiebbar quer zur Trommel angebracht ist, schneidet das unbenötigte Material nach und nach weg, ähnlich wie bei einer Drehbank spanabhebend. Dadurch erhält die Platte ein sehr genaues Stärkenmaß. 
Anschließend wird die Platte poliert und steht zur weiteren Verarbeitung zur Verfügung.

## Probleme der Denkmalpflege
Silberweißes β-Zinn, das von 16 °C bis 181 °C beständig ist, wandelt sich unterhalb von 13,2 °C in das grauschwarze α-Zinn um (sogenannte Zinnpest). Die Neigung zur Umwandlung nimmt mit abnehmender Temperatur zu, kann durch Legieren mit anderen Metallen beschleunigt (z. B. Zink, Aluminium) oder verhindert (z. B. Antimon, Bismut) werden.
Ein weiteres häufiges Problem stellt der Bleifraß dar.
Bis ins 19. Jahrhundert hinein waren Legierungen meist verunreinigt, so dass im Einzelfall immer die genaue Zusammensetzung zu prüfen ist.